# Andrij Mychalczuk
Andrij Serhijowicz Mychalczuk, w Polsce również Andrzej Michalczuk (ukr. Андрій Сергійович Михальчук; ur. 3 listopada 1967 w Kijowie) – ukraińsko-polski piłkarz grający na pozycji obrońcy, a wcześniej napastnika i pomocnika. Polskie obywatelstwo posiada od 2005, natomiast do 1991 posiadał radzieckie.

## Przebieg kariery
Wychowanek klubu Dinamo Kijów, w drużynie rezerw którego rozpoczął karierę piłkarską. Odbywał służbę wojskową w SKA Odessa. W latach 1988–1990 występował w klubie Aktiubiniec Aktiubińsk, a potem wyjechał do Polski, gdzie został piłkarzem klubu Chemik Bydgoszcz. W 1992 przeszedł do Widzewa Łódź, z którym dwukrotnie zdobył mistrzostwo Polski. W 2002 opuścił łódzki klub, aby kontynuować karierę w zespole Stali Głowno. W 2004 rozegrał swój pożegnalny mecz, chociaż występował do 2009 w drużynie amatorskiej Gra-Lech Jordanów.
W czasach Związku Radzieckiego dwukrotnie wystąpił w reprezentacji juniorów Ukrainy w ramach mistrzostw kraju.
Przez wiele lat był rekordzistą w liczbie występów obcokrajowców w polskiej ekstraklasie (223). Jego osiągnięcie poprawił Aleksandar Vuković, a po nim inni.

## Sukcesy klubowe
Widzew Łódź
- I liga Mistrzostwo: 1995/96, 1996/97
- I liga Wicemistrzostwo: 1994/95, 1998/99